# وایت آلن
وایت آلن (انگلیسی: Wyatt Allen؛ زادهٔ ۱۱ ژانویه ۱۹۷۹) قایقران روئینگ اهل ایالات متحده آمریکا بود.
وی در مسابقات کشوری و بین‌المللی در مجموع برندهٔ ۱ مدال طلا، ۱ مدال برنز شده‌است.